# Alan Cox
Alan Cox, britanski programer, * 22. julij 1968, Solihull, Anglija.
Cox je močno dejaven na področju razvijanja Linuxovega jedra od začetka njegovega nastanka v letu 1991.

## Delovanje na področju Linux jedra
Kot zaposleni na Valižanski univerzi v mestecu Swansea je inštaliral začetno verzijo Linuxa na enega od računalnikov, ki so pripadali univerzi. To je bila ena njegovih prvih inštalacij na dejavno računalniško omrežje in je pokazalo veliko hroščev v mrežnem programju. Cox je popravil precej hroščev in na novo napisal mrežno programje. Potem je postal eden glavnih razvijalcev za celotno jedro.
Vzdrževal je jedro distribucije 2.2 in svoje verzije jedra distribucije 2.4 (podpisano kot »ac« v verziji , npr. 2.4.13-ac1). Ta distribucija jedra je bila zelo stabilna in je vsebovala mnogo popravkov, ki so šli direktno v stabilno distribucijo jedra. Včasih je bil poznan, kot »drugi v vrsti« za Linusom Torvaldsom, predno je skrajšal obseg dela z Linuxom, zato da bi študiral Management 
Njegovo informativno znanje in prijateljski komentarji so bili navdih za mnoge programerje na dopisnem seznamu jedrne liste. Alan je zaposlen v podjetju Red Hat in živi v mestecu Swansea, Wales z ženo Telso Gwynne. Od takrat je bil vključen tudi v projekta Gnome in Xorg.
Bil je glavni razvijalec projekta AberMUD, katerega je napisal kot študent na Welški univerzi v Aberstwythu.